# Vitali Chejover
Vitali Alexándrovich Chejover, también anglicanizado como Vitaly Alexandrovich Chekhover (en ruso: Вита́лий Алекса́ндрович Чехове́р; 22 de diciembre de 1908-11 de febrero de 1965) fue un ajedrecista, compositor de ajedrez y pianista soviético.

## Carrera en composición de ajedrez
Schachmaty w SSSR, 1947
|       |       |       |       |       |       |       |       |       |  |
|       | a8 kl | b8 __ | c8 __ | d8 __ | e8 __ | f8 __ | g8 __ | h8 __ |  |
| a7 __ | b7 __ | c7 __ | d7 __ | e7 __ | f7 __ | g7 pd | h7 __ |       |  |
| a6 __ | b6 __ | c6 __ | d6 __ | e6 __ | f6 __ | g6 __ | h6 __ |       |  |
| a5 __ | b5 __ | c5 __ | d5 __ | e5 __ | f5 pd | g5 __ | h5 __ |       |  |
| a4 __ | b4 __ | c4 __ | d4 __ | e4 __ | f4 nl | g4 __ | h4 __ |       |  |
| a3 __ | b3 __ | c3 __ | d3 __ | e3 pd | f3 __ | g3 __ | h3 __ |       |  |
| a2 kd | b2 __ | c2 __ | d2 __ | e2 __ | f2 __ | g2 __ | h2 __ |       |  |
| a1 __ | b1 __ | c1 __ | d1 __ | e1 __ | f1 __ | g1 __ | h1 __ |       |  |
|       |       |       |       |       |       |       |       |       |  |

Solución: 1. Cd5 e2 2. Cc3+ Rb3 3. Cxe2 Rc4! 4. Cf4!! g5 5. Ce6! g4 6. Cg7! f4 7. Ch5 f3 8. Cf6 g3 9. Ce4 g2 10. Cd2+ ½½ 
Al comienzo de su carrera como compositor de finales, Chejover a menudo revisaba los estudios tradicionales de otros autores. Se esforzó por llevarlos a una forma más eficiente y económica, a menudo con menos piezas, por lo que se centró en el problema real en sí, en lugar de la posición en el tablero. Más tarde encontró su propio estilo y compuso una serie de estudios y problemas de ajedrez originales. A partir de 1936, Chejover publicó más de 160 estudios de finales. Es considerado un destacado especialista en finales de caballos y ha escrito varios libros sobre el tema, ya sea en solitario o con coautores como el gran maestro ruso Yuri Averbaj.
Entre 1947 y 1965 participó en los campeonatos de composición de ajedrez de la Unión Soviética. Chejover recibió dos veces el título de Maestro de Deportes de la URSS. En 1956 fue galardonado con el título de Juez Internacional de Composiciones de Ajedrez por la FIDE, y recibió el título de Maestro Internacional de Composiciones de Ajedrez de la FIDE en 1961.

## Carrera en ajedrez
Chejover también fue un jugador de ajedrez de gran éxito, y recibió el título de Maestro Internacional en 1950 cuando se introdujo por primera vez este título. Las victorias en torneos incluyen la victoria en el Campeonato de Ajedrez de la Ciudad de Leningrado en 1937 (compartido) y 1949. También ganó el Campeonato de Ajedrez de Uzbekistán en 1944.
Una línea de la defensa siciliana lleva su nombre: 1. e4 c5 2. Cf3 d6 3. d4 cxd4 4. Dxd4 (defensa siciliana, variante Chejover).